# Chop Suey & Co.
Chop Suey & Co. è un cortometraggio muto del 1919 diretto da Hal Roach. Di genere comico, il film ha come interpreti principali Harold Lloyd, Snub Pollard e Bebe Daniels.